# Umbră

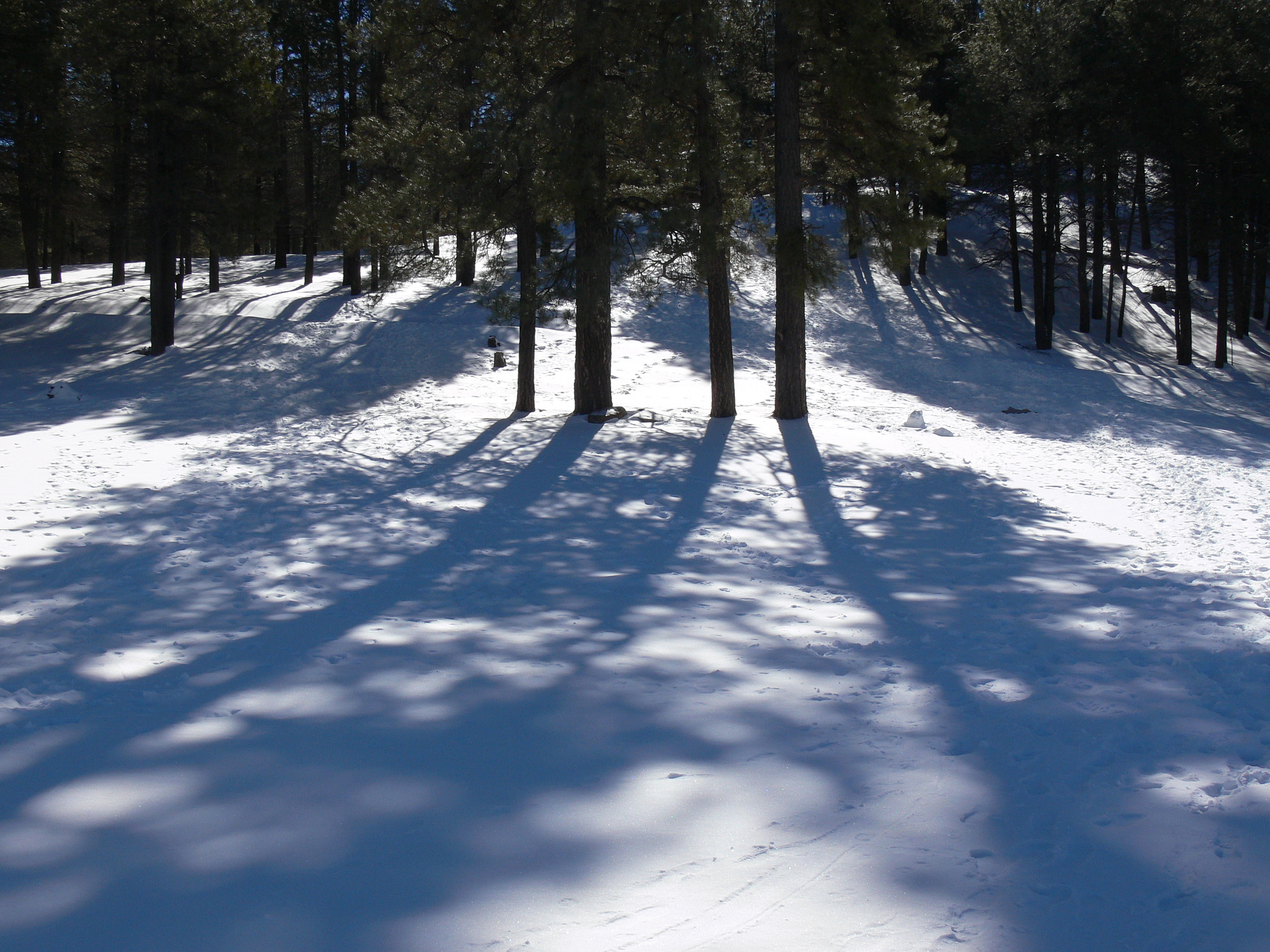
Pădure de Pinus ponderosa în timpul iernii în apropiere de Flagstaff, Arizona - se pot observa zone de lumină, umbră și penumbră.

Umbra este o zonă în care lumina directă, generată de o sursă de lumină, nu poate ajunge datorită împiedicării trasmiterii acesteia prin existența unui obiect opac între sursa de lumină și zona umbrei. Umbra este o proiecție bidimensională a obiectului opac interpus, reproducând cu o oarecare precizie silueta corpului tridimensional. Precizia siluetei depinde de mai mulți factori, dar în primul rând de unghiul sub care se găsește suprafața pe care este proiectată umbra față de bisectoarea conului unghiului solid al difuzării luminii.
Un obiect astronomic creează o umbră vizibilă de dimensiuni mari pe suprafața planetei noastre, atunci când magnitudinea aparentă a corpului ceresc este egală sau mai mică decât - 4 . Un astfel de caz de umbră se produce în timpul fenomenului astronomic cunoscut ca eclipsă. Actualmente singurele corpuri cerești capabile de a produce umbre semnificative pe Pământ sunt Soarele, Luna și, în anumite condiții, planeta Venus.

## Variația umbrei în timp

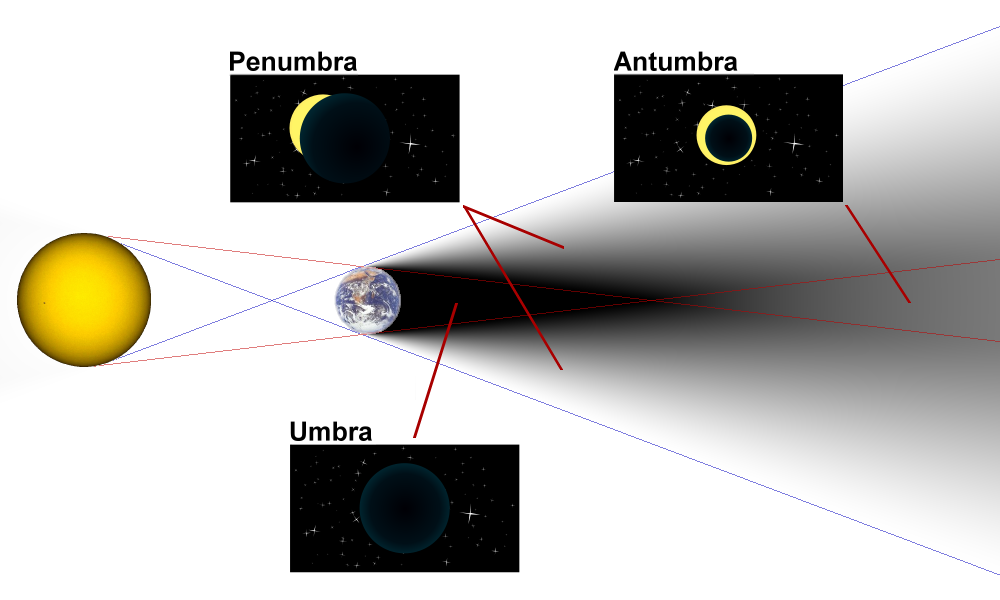
Umbră, penumbră și antumbră

Lungimile umbrelor se pot modifica substanțial în decursul zilei. Astfel, lungimea proiectată pe sol este proporțională cotangenta cu unghiul de înclinare al Soarelui, sau unghiul relativ θ cu orizontul. La răsărit și apus, când θ = 0° și cotangenta unghiului (θ) este infinită, umbrele pot fi extrem de lungi. Similar, dacă soarele se găsește la zenitul ceresc al zilei, atunci θ = 90° (sau tinde către 90°), ctg(θ) = 0 (sau tinde către 0), și umbrele sunt fie foarte mici, fie dispar (aproape) complet.

## Sursă nepunctuală
În cazul unei surse nepunctuale de lumină, umbra este divizată în zone de umbră și penumbră. Cu cât sursa de lumină este mai mare, cu atât zonele de umbră și de penumbra sunt mai difuze.
În cazul mai multor surse de lumină apar umbre și penumbre multiple, cu grade diferite de iluminare/întunecare, sau și zone având diferite combinații de culori. Dacă obiectul sau persoana atinge suprafața pe care umbra este proiectată, umbrele converg către punctul de contact.

## Umbra din timpul producerii ceții

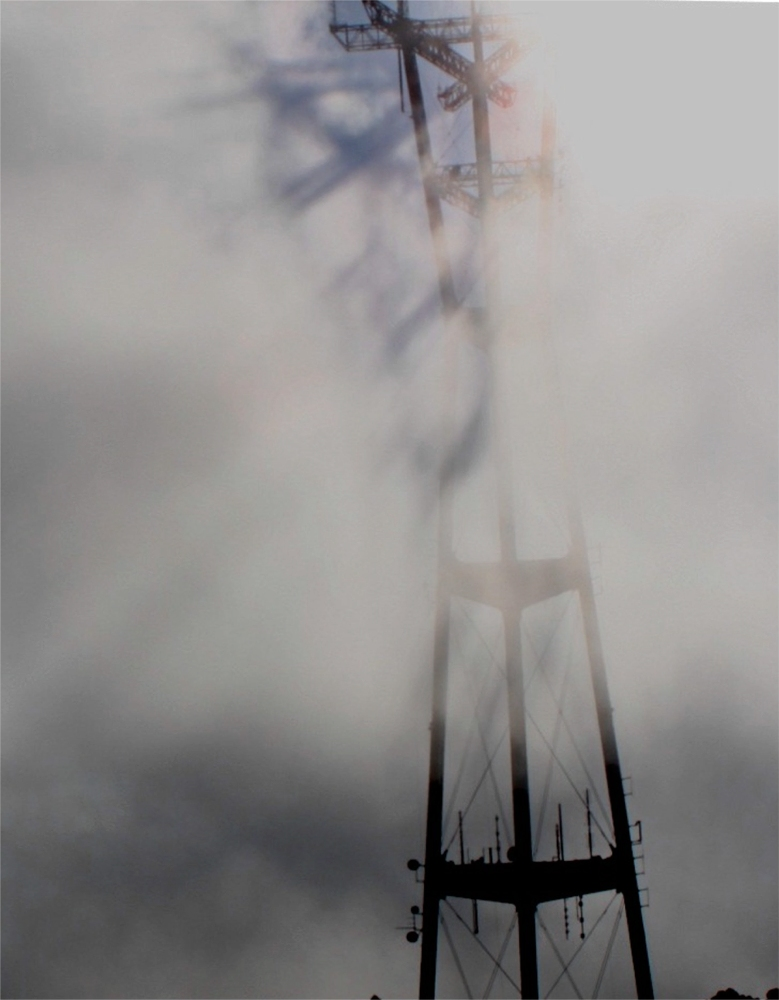
Umbra tridimensională a structurii Sutro Tower

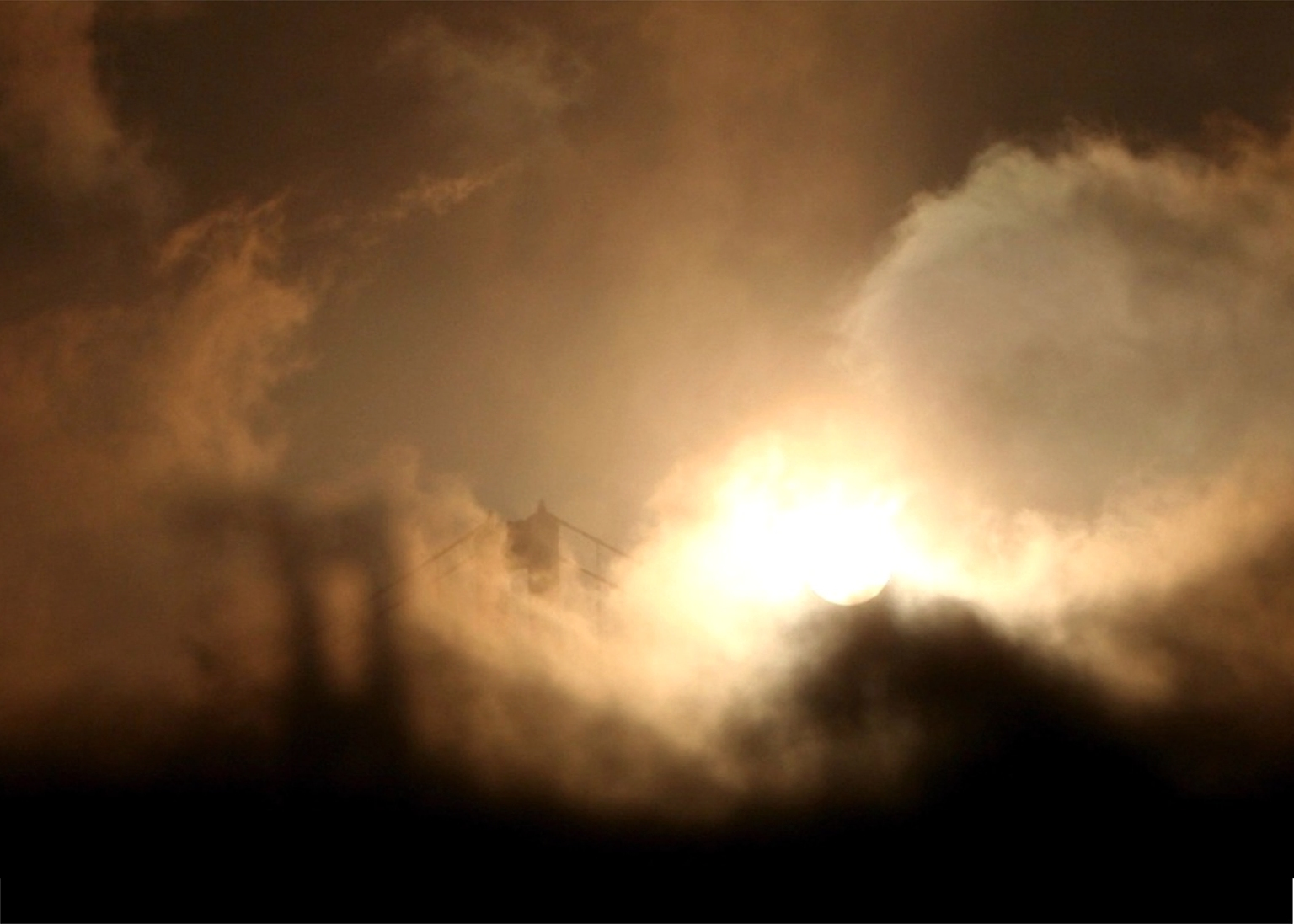
Umbra din ceață a South Tower a Golden Gate Bridge.

Umbrele produse în timpul producerii ceții sunt tridimensionale, ceea ce le face stranii întrucât oamenii sunt obișnuți cu umbre bidimensionale. Ceața nu trebuie să fie prea densă pentru ca umbra să se producă. Cele mai frevcente umbre din ceață sunt cele produse de către o structură metalică sau de către un pom. Într-un fel aceste umbre sunt similare cu cele produse de razele crepusculare, cu mențiunea că acelea sunt produse de către nori, spre deosebire de umbele din ceață ce sunt produse de obiecte reale.

## Heraldică
În heraldică, atunci când un anumit element sau detaliu al designului trebuie să fie reprezentat într-o culoare mai palidă decât cea folosită pentru elementele principale, elementul se numește „umbrat”. Doar un număr limitat de elemente al unui design heraldic pot fi umbrate.